# ریداکشن
جا انداختن استخوان که در زبان پزشکی به آن ریداکشن(به انگلیسی: Reduction) گفته می‌شود نوعی تکنیک جراحی به منظور بازگرداندن شکستگی استخوان یا دررفتگی مفصل به جای اصلی آن می‌باشد. زمانی که یک استخوان می‌شکند حالت خود را به وسیله جابجایی و از دست دادن قطعات از دست می‌دهد. در شکستگی‌هایی که هیچ گونه تغییر شکل کالبدشناختی به وجود نیامده‌است تنها کار لازم قرار دادن استخوان در راستای طبیعی خود آن است.
جراحان ارتاپزشکی به وسیله ریداکشن اقدام به بازسازی حالت کالبدشناختی استخوان می‌کنند.

## دلایل انجام
- کمک به درمان سریعتر و مناسب تر
- کاهش درد و جلوگیری از بدشکلی (مال یونیون) و عدم جوش خوردن (نان یونیون) استخوان
- بازیابی مجدد حرکت و استفاده از استخوان و اندام

## ریداکشن باز
ریداکشن باز(اختصاری ORIF) شامل بازگرداندن استخوان به جای اصلی خود بعد از باز کردن محل شکستگی می‌باشد.

### شرایط انجام
در صورت چند تکه شدن استخوان، دشواری جا انداختن یا همان ریداکشن، عدم جا افتادن استخوان در حالت ریداکشن بسته

### عوارض احتمالی
- آسیب‌های عصبی
- عفونت
- خونریزی
- آمبولی چربی یا لخته خون
- نیاز به جراحی مجدد در صورت عدم التیام صحیح استخوان
- واکنش به بیهوشی[۳]

### عوامل افزایش دهنده عوارض
- کهولت سن
- وضعیت پزشکی خاص
- شکستگی باز
- دیابت
- استفاده از داروهای استروئیدی
- استعمال دخانیات
- چاقی[۴]

## ریداکشن بسته
ریداکشن بسته (اختصاری CRIF)شامل جااندازی استخوان به جای اصلی بدون باز کردن محل شکستگی می‌باشد.

### شرایط انجام
این تکنیک در شکستگی‌هایی که پارگی پوست در آن روی نداده است یا به اصطلاح در شکستگی‌های بسته به انجام می‌رسد.

### عوارض احتمالی
- آسیب‌های عصبی
- ورود ذرات چربی یا لخته به درون جریان خون و ایجاد آمبولی چربی و خون
- نیاز به جراحی در صورت عدم التیام صحیح استخوان
- واکنش به بیهوشی[۶]

### عوامل افزایش دهنده عوارض
- استعمال دخانیات
- مصرف الکل
- بیماری‌های مزمن از جمله دیابت و چربی
- استفاده از برخی داروهای خاص[۷]

زمانی که قطعات مورد ریداکشن قرار می‌گیرند توسط گج، کشش حفظ شده و توسط ایمپلنت‌ها که به به نوبه خود ممکن است داخلی یا خارجی باشند نگهداری می‌شوند.
به منظور بررسی دقت و صحت ریداکشن از آزمایش‌های کلینیکی و اشعه ایکس، به خصوص در مورد دررفتگی مفاصل استفاده می‌شود که امری بسیار مهم است.